# School Days
School Days é um jogo de romance visual japonês desenvolvido pela 0verflow e lançada em 28 de abril de 2005 para Windows como um jogo adulto. Posteriormente, foi portada para o PlayStation 2 (PS2) e para o PlayStation Portable (PSP). A história, do gênero slice of life, segue Makoto Ito, um estudante que se torna o interesse amoroso ambivalente de várias garotas durante o segundo período do primeiro ano do ensino médio, e os efeitos que isso tem sobre ele mesmo e seu relacionamento com outros personagens. Embora o jogo exija pouca interação dos jogadores, School Days envolve o jogador por meio de uma trama em que eles têm a oportunidade de mudar o curso durante o jogo. O jogo termina com um final específico para cada desenrolar da história, alguns dos quais se tornaram notórios por sua violência gráfica.
A 0verflow anunciou School Days em outubro de 2004 e o comercializou em locais públicos que exibiam o uso inovador no jogo de cinemática e voz semelhantes aos de anime. O jogo foi classificado como a visual novel (romance visual, em inglês) mais vendida no Japão na época de seu lançamento, continuando no top 50 nacional por quase cinco meses. A 0verflow produziu então várias sequências por causa do sucesso do jogo, incluindo um spin-off da história original chamada de Summer Days e uma história paralela chamada de Cross Days. Outro spin-off, Island Days, foi desenvolvido pela Klon para o Nintendo 3DS. School Days foi remasterizado como School Days HQ em 8 de outubro de 2010 e localizado na América do Norte em 27 de junho de 2012. O jogo original foi oficialmente descontinuado em 21 de abril de 2011.
Após o lançamento do jogo, School Days fez várias transições para outras mídias. A história original foi adaptada para um mangá e serializada na revista da Kadokawa Shoten, a Comp Ace; mais tarde foi publicada em dois volumes. Antologias de quadrinhos, light novels e livros de arte também foram publicados, assim como audiodramas e vários álbuns de música. Um anime, duas OVAs direct-to-video e um filme concerto também foram produzidas, a primeira da qual se tornou um precursor de um meme da Internet quando seu final foi cortado da transmissão na televisão.

## Jogabilidade

Exemplo de uma tela de seleção do lançamento norte-americano de School Days HQ. Aqui, Kotonoha fez uma pergunta a Makoto. Os jogadores podem escolher uma das opções disponíveis ou nenhuma

Como é um jogo de romance visual, School Days contém uma jogabilidade mínima. A apresentação central do jogo na tela é composta de cenas que são vistas principalmente de uma perspectiva de terceira pessoa. Em intervalos predeterminados, o jogo faz uma pausa e os jogadores são apresentados a uma ou duas respostas ou ações relevantes para a cena em andamento para fazer, ou não, em nome dos personagens. Cada escolha ramifica o progresso do jogo até aquele ponto em uma direção alternativa, enquanto também faz com que o amor do jogador por um personagem floresça, se estabilize ou diminua, proporcionando assim uma experiência de narrativa não linear. Por ser um título erótico, os relacionamentos entre os personagens podem-se tornar sexuais; cenas desse tipo representam uma combinação variada de beijos franceses, masturbação, sexo oral, relação sexual e nudez (tanto feminina quanto masculina) ou uma combinação delas. A genitália é pixelizada nos lançamentos japoneses originais, mas o lançamento ocidental de School Days HQ não tem censura.
Cada caminho do jogo invariavelmente termina com um final específico para as escolhas feitas até aquele ponto. Dependendo dessas escolhas, o resultado da história será bom ou ruim. School Days se tornou popularmente conhecido por seus finais ruins,[carece de fontes?] que retratam a morte de personagens. Em um final intitulado de "Bloody End" (lit. Final Sangrento), a yandere Kotonoha corta a veia jugular de Sekai com um dozuki, fazendo Sekai entrar em colapso e morrer em uma fonte de sangue, ocasionando uma crise de riso doentia de sua agressora, para o horror de Makoto. Em outro chamado de "Forever" (lit. Para sempre), Kotonoha comete suicídio inclinando-se e caindo do telhado de uma escola, caindo de cabeça em uma calçada, para o horror de Makoto e Sekai. Os bons finais do jogo, em contraste, retratam o bem-estar dos personagens e seus relacionamentos. No final intitulado de "Christmas Eve" (lit. Véspera de Natal), Makoto e Kotonoha se abraçam e fazem amor em um quarto de hotel enquanto a neve cai ao redor da cidade. Em outro, intitulado de "Two Lovers" (lit. Dois amantes), Kotonoha e Sekai concordam em ter um relacionamento poliamoroso com Makoto em vez de rivalizar entre si. Por causa dos inúmeros finais alternativos que podem ser alcançados, os jogadores que desejam assistir a finais adicionais e cenas de sexo terão que jogar o jogo mais de uma vez.
Ao contrário dos romances visuais tradicionais que consistem em personagens estáticos com diálogos legendados, School Days é incomum por incorporar movimento e voz, o que a torna quase uma série animada. A cinemática avança por conta própria, e os jogadores têm a capacidade de pausar, avançar e até mesmo pular as cenas que já viram antes. As vozes masculinas e femininas podem ser silenciadas, as legendas podem ser ativadas ou desativadas e o jogo pode ser reproduzido em uma janela ou tela cheia. O progresso pode ser salvo a qualquer momento em até 100 slots e carregado a partir do menu principal ou durante o jogo.

## Enredo
School Days centra-se na vida de Makoto Itou, um estudante do primeiro ano do ensino médio que vive com sua mãe divorciada e não vista na cidade fictícia de Haramihama. Durante o segundo período da escola, ele se apaixona por Kotonoha Katsura, uma colega de escola de fala mansa que pega o mesmo trem que ele para ir e voltar do campus. Quando o plano de assentos de sua classe é reorganizado, ele conhece Sekai Saionji, uma garota otimista que tem um interesse especial por sua paixão recém-descoberta, que é Makoto, fazendo amizade com os dois e fornecendo-lhes um lugar para se conhecerem.

## Desenvolvimento
School Days foi o décimo jogo da 0verflow a ser desenvolvido. Notícias sobre School Days surgiram pela primeira vez em 5 de outubro de 2004, quando a 0verflow postou um link para o site do jogo, ainda no ar, com un registro de desenvolvimento em seu site oficial. Em seu blog, a 0verflow revelou que School Days estava em pré-produção por cerca de dois anos e que seria um jogo totalmente animado. As atualizações sobre o desenvolvimento do jogo estavam programadas para serem feitas em todas as terças e sextas-feiras, e a empresa incentivou os fãs a comparecerem à Dream Party 2004, uma convenção de anime que aconteceria no Tokyo Big Sight em Ariake, em 11 de outubro, onde faria sua primeira exposição pública do jogo e dos seus personagens. Um acompanhamento do local foi feito no dia 15 de outubro. No final do mês, em 26 de outubro, a 0verflow postou que novas informações sobre School Days seriam distribuídas na edição de novembro da Tech Gian,  uma revista para adultos publicada pela Enterbrain.
A promoção do jogo começou logo depois. Em uma postagem de desenvolvimento de 6 de novembro, a 0verflow anunciou que estava planejando uma exibição pública de uma nova parte do jogo, mas estava tendo dificuldade em conseguir um local para a exposição. A empresa havia inicialmente optado por ter o local em Akihabara, mas não conseguiu encontrar nenhuma varejista disposta a hospedar a exposição, o que levou a exposiçâo ser feita em Osaka na semana seguinte.
Em 28 de dezembro de 2004, a 0verflow lançou um teste público de School Days e anunciou que a empresa participaria do Comiket 67 no Tokyo Big Sight de 29 a 30 de dezembro, distribuindo cartões telefônicos para os primeiros 50 visitantes de seu estande. Dois meses depois, em 2 de fevereiro de 2005, a empresa anunciou que o jogo havia sido adiado novamente para 28 de abril. De 5 a 8 de abril, a 0verflow concluiu o desenvolvimento do jogo com comentários de Soyogi Tōno, Kaname Yuzuki, Tatsuya Hirai, Yuki Matsunaga, Hikaru Isshiki e Hana Yamamoto, as respectivas vozes de Kotonoha, Sekai, Makoto, Otome, Hikari e Setsuna. Para corrigir bugs que mais tarde foram encontrados no jogo, a 0verflow lançou um patch para trazer School Days a uma versão estável, a 1.11. Em 26 de junho de 2007, a 0verflow e a rádio Lantis-net começaram a transmitir um audiodrama de rádio na Internet intitulado de "Radio School Days". As transmissões terminaram em 28 de março de 2008, com 39 episódios ao todo que foram ao ar. Em 21 de abril de 2011, a 0verflow anunciou através de seu blog que o suporte para School Days estava sendo encerrado.

## Lançamento
School Days foi portado para outras três plataformas. O primeiro dos portes foi feito por AiCherry, um desenvolvedor de filmes interativos, que anunciou em 20 de agosto de 2007, que havia escolhido o jogo para desenvolvimento, lançando-o como um jogo de DVD de quatro discos em 28 de setembro. Naquele mesmo ano, em 31 de agosto, A Interchannel postou um link em seu blog para o site oficial do School Days L × H, um porte para PlayStation 2 (PS2) em desenvolvimento pela Guyzware, que seria editado para que houvesse material sexual explícito. O jogo foi lançado em 17 de janeiro de 2008 e avaliado pela Computer Entertainment Rating Organization (CERO), o principal sistema de classificação de conteúdo de videogame do Japão, recebendo uma classificação "C" para jovens de 15 anos ou mais por conter temas sexuais e palavrões. A terceira e última versão foi desenvolvida pela PalaceGame para o PlayStation Portable (PSP). Depois de adiar o jogo em 11 de maio, ele foi lançado como quatro UMDs em 30 de junho de 2010.
A 0verflow abriu o que se tornaria a página inicial do School Days HQ em 21 de maio de 2010, uma remasterização do jogo original inicialmente programada para ser lançada em agosto. O site foi finalizado no dia 3 de junho e, no dia 16 de julho, o jogo foi adiado para o dia 24 de setembro. Um teste foi lançado publicamente para download em 7 de agosto e, de 20 de agosto a 28 de setembro, a 0verflow promoveu o jogo. Os clientes que compraram a versão original de School Days teriam a oportunidade de atualizar para o HQ por uma taxa até 11 de outubro, enviando o disco do jogo ou visitando as lojas em Akihabara, Osaka ou Nagoia. As distribuidoras ofereceram cartões telefônicos colecionáveis para reservas, e após uma segunda mudança de data em 10 de setembro, o jogo foi lançado no dia 8 de outubro.
Em 3 de março de 2011, a 0verflow reconheceu o Sekai Project, um grupo não oficial de tradução feito por fãs, que teria começado a localizar School Days em abril de 2006. Em parceria com o distribuidor americano JAST USA, School Days HQ, sem censura em inglês, foi anunciado para ser lançado na América do Norte em 11 de março de 2011. Em vez disso, o desenvolvimento continuou em 2012 e, em 18 de maio, a JAST anunciou que a empresa havia começado a fazer pré-encomendas da Collector's Edition, um lançamento do jogo físico com um chaveiro e um mousepad. A empresa anunciou semanas depois, em 1 ° de junho, que o School Days HQ havia virado ouro. Após a notícia em 26 de junho de que a empresa iria mostrar o jogo na Anime Expo 2012, a JAST atualizou o anúncio de 1º de junho de que o School Days HQ havia começado a ser comercializado. A versão para download do jogo foi lançada posteriormente em 6 de agosto.

### Vendas
Em uma classificação nacional de vendas de jogos bishōjo na PCNEWS, uma agora extinta revista online japonesa, School Days estreou como o jogo mais vendido da segunda metade de abril de 2005, o segundo e décimo sétimo na primeira e segunda metades de maio, o quinto e o vigésimo sexto para a primeira e segunda metades de junho, e o vigésimo sétimo para a primeira quinzena de julho. Uma versão melhorada de School Days, lançada uma semana após o ranking de vendas anterior, continuou a ajudar o jogo a ficar no ranking de vendas; ficou como o trigésimo terceiro jogo mais vendido na segunda quinzena de julho, antes de terminar como trigésimo quinto e quadragésimo nono jogo mais vendido na primeira e segunda metades de agosto.
Getchu.com, um grande distribuidor de jogos de romance visual e produtos domésticos de anime, registrou vendas semelhantes. School Days for Windows estreou como o jogo mais vendido no mês de seu lançamento, e o sétimo mais em maio, ficando como o jogo mais vendido no primeiro semestre de 2005 e o nono do ano. No ano seguinte, a versão melhorada de School Days foi o vigésimo jogo mais vendido em julho de 2007, caindo para a trigésima posição entre agosto a outubro. School Days HQ foi o sexto jogo mais vendido em outubro de 2010 mas fracassou nos rankings de vendas depois disso.
De acordo com o Gamasutra, um site de notícias de jogos eletrônicos, School Days L × H foi o jogo para PlayStation 2 mais vendido em janeiro de 2008.

## Mídia

### Romances visuais relacionados
A 0verflow desenvolveu vários outros jogos relacionados a School Days, compartilhando o mesmo universo. Antes do desenvolvimento de School Days, a 0verflow desenvolveu a série de romances visuais Radish Vacation. A primeira é Snow Radish Vacation, que foi lançada em 28 de dezembro de 2001, seguida por Summer Radish Vacation em 1 de abril de 2003 e, finalmente, Summer Radish Vacation 2 em 13 de agosto de 2004.
Um spin-off intitulado de Summer Days foi lançado em 23 de junho de 2006, recontando a história do jogo original durante as férias de verão e da perspectiva de Setsuna Kiyoura. Ao contrário de seu antecessor, no entanto, Summer Days foi quase universalmente criticado por seu estado altamente bugado, com muitos patches e os vários recalls feitos para consertar o jogo e recompensar os jogadores pelo prejuízo. Outro spin-off, intitulado de Cross Days, foi lançado em 19 de março de 2010. Situado no mesmo universo de School Days, Cross Days segue a vida de outro protagonista, Yuuki Ashikaga, um calouro do ensino médio que também se viu preso entre o afeto de duas meninas, Roka Kitsuregawa e Kotonoha Katsura, durante o seu segundo ano na Academia Sakakino. O jogo também apresenta cenários yaoi, durante os quais Yuuki se traveste como empregada doméstica. A 0verflow também lançou Shiny Days em 2 de fevereiro de 2012, uma versão remasterizada de Summer Days com uma nova personagem e animações de alta qualidade. Um terceiro spin-off, intitulado de Island Days, foi desenvolvido para o Nintendo 3DS e lançado no Japão em 3 de julho de 2014. O jogo, desenvolvido pela Klon, se concentra em Makoto e as garotas ficando presos em uma ilha remota e inclui elementos de Tower defense.

### Mangá
Baseado na história do jogo original, School Days foi reinventado como um mangá, ilustrado por Homare Sakazuki e serializado na revista da editora Kadokawa Shoten, Comp Ace, de 26 de maio de 2006 a 26 de setembro de 2007. Em 12 de julho de 2007, a 0verflow anunciou o primeiro volume do mangá, compreendendo cinco capítulos com lançamento previsto para 24 de julho. Mais tarde naquele ano, o segundo e último volume, compreendendo os sete capítulos restantes, foi lançado em 21 de novembro.
| 1. "Confession" (告白, "Kokuhaku") ～boys & girls～ 2. "The Couple's Distance" (二人の距離, "Futari no Kyori") ～distance～ 3. "First Kiss" (ファーストキッス, "Fāsuto Kissu") ～step for skip～ | 1. "Another Good Luck Charm" (もうひとつのおまじない, "Mō Hitotsu no Omajinai") ～wish & pain～ 2. "And the Story Begins" (そして始まる物語, "Soshite Hajimaru Monogatari") ～decide～ |

| 1. "Right and Left Hand" (右手と左手, "Migite to Hidarite") ～unbalance～ 2. "Warmth" (ぬくもり, "Nukumori") ～sign～ 3. "The Couple's Feelings" (二人の想い, "Futari no Omoi") ～ripple mind～ 4. "Mask" (仮面, "Kamen") ～innocent～ | 1. "Two People and One Person" (フタリとヒトリ, "Futari to Hitori") ～fall down～ 2. "Slanted Words" (歪むコトバ, "Hizumu Kotoba") ～period～ 3. "The Couple's World" (二人のセカイ, "Futari no Sekai") ～world's end～ |

Vários artistas também produziram mangás curtos de School Days que foram compilados em duas antologias de quadrinhos . O "School Days Comic Anthology" foi lançado pela Ohzora Publishing em 25 de outubro de 2005, sob seu selo P-mate Comics, contendo nove mangás curtos de artistas individuais. Em 25 de fevereiro de 2008, a editora Ichijinsha publicou o "School Days Kotonoha Anthology" sob seu selo DNA Media Comics, uma coleção de mangás focando principalmente no personagem Kotonoha Katsura.

### Livros e publicações
Além do mangá, School Days foi adaptado para outras mídias impressas. O primeiro deles foi o "School Days Visual Guide Book" publicado pela Jive em 16 de setembro de 2005, um artbook contendo ilustrações de personagens, folhas de modelos, roteiros, storyboards e uma hierarquia visual das escolhas e cenas correspondentes no jogo. Edições separadas para a série de televisão de anime e o porte do jogo para o Playstation 2 também foram publicadas, em 1 de dezembro de 2007 e 21 de março de 2008, respectivamente. Coleções de trabalhos de produção do jogo para Windows, como as artes de personagens e meio ambiente, roteiro, comentários de artistas e todos os itens promocionais manufaturados, foram coletados e lançados nos "School Days Official Visual Art Works" (School Days 公式ビジュアル・アートワークス, School Days Koushiki Bijuaru Atowa Kusu) em 16 de dezembro de 2005 e também apresentado no "SummerDays [sic]   & School Days Visual Collection" em 31 de agosto de 2006.
A primeira de quatro light novels, todas ilustradas por Junji Goto, escrita por Ryuna Okada e impressa pela Harvest Publishing sob seu selo Harvest Novels. Lançado em 1 de dezembro de 2005, "School Days: Sekai Hen" (School Days 世界編)  reconta a história original da perspectiva de Sekai. Okada seguiria a publicar as light novels com "School Days: Kotonoha Hen" (School Days 言葉編) em 1 de janeiro de 2006, mudando para a perspectiva de Kotonoha. Dois outras light novels também foram publicados pela Jive, a primeira da qual foi escrita por Takuya Baba, intitulada de "School Days: Kimi to Iru, Sora" (School Days 君といる、空) e impressa em 16 de dezembro de 2005,  e a segunda escrita por Hiro Akiduki, intitulada de "School Days: Innocent Blue", lançada em 28 de abril.

### Anime
School Days foi adaptado para uma série televisiva de anime contendo doze episódios com transmissão pela TNK. Notícias concretas sobre isso apareceram pela primeira vez em 1 de junho de 2007, quando a 0verflow anunciou através de seu blog que o site oficial do anime estava no ar. As estações que participaram da transmissão incluíram a TV Kanagawa, a Chiba TV, a Aichi TV, a TV Osaka, TV Saitama e a AT-X, cuja estreia iria ao ar na TV Kanagawa em 3 de julho. O anime foi ao ar até 27 de setembro e terminou sua transmissão pela AT-X. De 26 de setembro de 2007 a 27 de fevereiro de 2008, a série foi compilada em seis DVDs de edição limitada ou comum.
A TNK também produziu dois episódios direct to-video (OVAs) de School Days. O primeiro, intitulado de "Valentine Days" (lit. Dia dos namorados), foi empacotado com cópias da edição limitada de School Days L × H, e apresenta uma travessura cômica não relacionada ao Dia dos Namorados, enquanto Kotonoha, Sekai e Otome tentam dar chocolates de giri a Makoto. O segundo, intitulado de "Magical Heart Kokoro-chan" (lit. Coração mágico Kokoro-chan), leva a série para o território do Mahō shōjo, retratando Kokoro Katsura como a super-heroína Coração Mágico; foi lançado em 26 de março de 2008.
A Discotek Media adquiriu a série de televisão e o OVA "Magical Heart Kokoro-chan", lançado-os em DVD no dia 24 de junho de 2014, com legendas em inglês.

#### Atraso no episódio final

Captura de tela do MS Skagastøl conforme aparecia na gravação original da compilação. O comentário "belo barco" e posteriormente seu meme seu derivariam disso

Em 17 de setembro de 2007, um dia antes do décimo segundo e último episódio do anime ir ao ar na Kanagawa TV, uma garota de dezesseis anos assassinou seu pai de quarenta e cinco anos em sua casa em Quioto com um machado. A Kanagawa TV então cancelou prontamente a exibição do final do anime na terça-feira por seu conteúdo violento, substituindo-o por uma compilação de um vídeo de trinta minutos com cenas da Europa, incluindo a Noruega, tocadas ao som de "Ária na corda sol", de August Wilhelmj. Jornais como o The Japan Times e o Mainichi Shimbun noticiaram o assassinato e a antecipação do episódio em 19 de setembro. De acordo com o Mainichi Shimbun, a Chiba TV e a Aichi TV também cancelaram suas exibições, sendo AT-X a única estação indecisa. A 0verflow apresentou um pedido de desculpas por meio de seu blog no mesmo dia, pedindo aos espectadores que fiquem atentos às atualizações. Na semana seguinte, a 0verflow anunciou que havia organizado duas exibições do final editado no Akihabara 3D Theatre em 27 de setembro. Aqueles que desejassem participar deveriam registrar uma vaga por e-mail, ter pelo menos 18 anos com foto e trazer uma cópia do Windows de School Days ou Summer Days. Naquele mesmo dia, a AT-X anunciou que decidira transmitir o final não editado entre 27 de setembro e 1º de outubro.
Uma das sequências da transmissão improvisada para substituir o final do anime, uma captura de tela do navio norueguês M / S Skagastøl apareceu na Internet junto com a legenda "Nice boat." (lit. Belo barco.), uma frase que ganhou popularidade no Japão. O Google Trends registrou um aumento nas pesquisas por "Nice boat" por volta do terceiro trimestre de 2007 enquanto Yomiuri Shimbun, um jornal japonês, relatou que "Nice boat" foi a décima coisa mais pesquisada do Japão no Yahoo! entre 17 a 23 de setembro.
O meme Nice Boat. se tornou tão conhecido que foi usado em outras mídias. O meme apareceu como um easter egg no primeiro episódio de Ef: A Tale of Memories., e foi parodiado em 13 de fevereiro de 2009, quando o canal da Kadokawa Pictures no YouTube carregou uma pequena montagem de veleiros em vez da estreia previamente agendada de The Melancholy of Haruhi Suzumiya. A 0verflow capitalizou a popularidade da frase, nomeando seu estande no Comiket 73 como "Nice boat.", e também vendeu várias coisas inspiradas no meme. A TNK também homenageou o meme em "Magical Heart Kokoro-chan", um episódio especial direct-to-video da série animada.

### Filme de concerto
Além dos lançamentos em vídeo do anime de School Days, um filme concerto, o School Days Secret Live DVD, também foi produzido pela HOBiRECORDS. Lançado em 26 de junho de 2006, em conjunto com Summer Days, o filme contém imagens de um show realizado em 15 de junho de 2005 com as performances de Miyuki Hashimoto, YURIA, rino, yozuca* e Minami Kuribayashi.

### CDs de áudio
De 2005 a 2010, a Lantis publicou seis álbuns musicais de School Days. O "School Days Vocal Album", uma coletânea com todos os nove temas de encerramento do jogo, interpretada pelos artistas Kiriko, Yozuca*, Miyuki Hashimoto, Yuria, Halko Momoi, Minami Kuribayashi, Rino e Kanako Ito foi a primeira a ser lançada, compartilhando sua data de 28 de abril de 2005 com o lançamento do próprio jogo. As 28 trilhas sonoras restantes, compostas pela KIRIKO/HIKO Sound, foram lançadas em 21 de julho, completando oficialmente a trilha sonora do jogo. Outra coletânea, a "School Days Vocal Complete Album [sic]" com canções de Summer Days e Cross Days, foi lançada em 8 de outubro de 2010.
Três semanas após a estreia do anime na televisão em 25 de julho de 2007, a Lantis publicou o single "Innocent Blue" da DeviceHigh, um disco de quatro faixas com a abertura do anime de mesmo nome, uma canção inspirada em disco chamada Dancin' Joker, contendo também seus instrumentais. A Lantis seguiu os lançamentos com "School Days: Final Theme +" em 22 de agosto, um disco de dezesseis faixas contendo todos os temas de fechamento do anime e notas de fundo em 26 de setembro.
Além das coletâneas musicais, também foram produzidos seis audiodramas, intitulados de "School Days: Little Promise" (lit. School Days: Pequena promessa). Uma crônica da infância de Sekai e Setsuna foi o primeiro audiodrama a ser lançado. Apresentando música da Kiriko/Hiko Sound e de Kanako Ito, a Hobirecords publicou "Little Promise" como um conjunto de dois discos, que a 0verflow agendou para lançamento em 27 de janeiro de 2006. Os pré-lançamentos foram vendidos na Comiket 69 de 29 a 30 de dezembro de 2005. Algum tempo depois, no entanto, a 0verflow anunciou que as cópias pré-lançadas de Little Promise estavam com defeito e pediu aos clientes que enviassem seus discos para substituição. O lançamento também foi adiado para 24 de fevereiro. A Lantis lançou os cinco audiodramas restantes. O primeiro, intitulado de "School Days Drama CD Vol. 1 Himitsu Hanazono" (ヒ・ミ・ツの花園), uma folia da série com as seis meninas principais, foi lançado em 8 de agosto de 2007. Um segundo, intitulado de "School Days Drama CD Vol 2. Koi no Nou-hau "(恋のノ・ウ・ハ・ウ), foi lançado em 24 de outubro de 2007. O Radio School Days foi compilado em três álbuns separados: "Futakumidake no Taiikusai" (二組だけの体育祭), que foi lançado em 21 de novembro de 2007, "Futakumidake no Shakaika Kengaku" (二組だけの社会科見学), lançado em 6 de fevereiro de 2008, e "Futakumi Ijou no Rakkasan Butai" (二組以上の落下傘部隊), lançado em 21 de junho.

### Merchandising
Um esforço considerável foi feito para comercializar e promover School Days antes e depois de seu lançamento, incluindo a venda de merchandising da marca e o uso de incentivos. Por meio de locais públicos e através da loja online da empresa, a 0verflow vendeu chaveiros da marca, mousepads, cartões telefônicos, capas de livros, canecas, camisetas, estojos dakimakura, figuras de PVC cordões, porta-cartões de visita e material para cosplays, como os uniformes escolares das meninas e o dōzuki de plástico.

## Recepção
A UK Anime Network, uma revista britânica de anime e mangá online, deu ao anime uma nota 7 de 10, resumindo-o como "Uma subversão total do gênero de romance colegial, que é perturbador e constrangedor... ainda que estranhamente atraente de alguma maneira." A THEM Anime Reviews, um site dedicado à crítica de animes, deu à série uma nota pior, 1 de 5 estrelas, citando personagens "exagerados, superficiais e planos" e que, embora "School Days pareça fascinante quando você vê screenshots dele e lê guias de episódios", o crítico achou que a obra é "irritante, estúpida, mesquinha e cheio de alguns dos maiores idiotas que [ele tinha] visto em um anime em muito tempo."
Em 12 de junho de 2015, o Ministério da Cultura da China listou School Days entre os 38 títulos de anime e mangá proibidos no país.